# Картманлэнд
«Картманлэнд» (англ. Cartmanland) — эпизод 506 (№ 71) сериала «Южный Парк», премьера которого состоялась 25 июля 2001 года.

## Сюжет
У Эрика Картмана умирает бабушка и оставляет ему в наследство все свои сбережения в размере 1 миллиона долларов. Картман снимает все деньги со счёта и везёт их домой на тележке. На все предложения оставить деньги в банке или вложить их в акции он отвечает, что потратит деньги на исполнение своей заветной мечты, которой оказывается убыточный парк аттракционов. Картман катается на аттракционах в одиночестве и, по всей видимости, счастлив. По местному телевидению показывают рекламу открытия «Картманлэнда», в который никому нельзя, «особенно Стэну и Кайлу».
Узнав о везении Картмана, Кайл от зависти заболевает геморроем. Он поражается, что Бог подарил «такому говнюку, как Картман», миллион долларов, а его наградил геморроем. Увидев рекламу парка по телевизору, Стэн и Кайл решают тайком пробраться в «Картманлэнд», но из-за острого приступа геморроя Кайлу не удаётся перебраться через ограду и их обнаруживает Картман. В больнице Кайл говорит родителям, что всё понял и что он больше не верит в Бога. Поражённые родители пересказывают Кайлу библейскую историю про праведного Иова, которому Бог позволил испытать все бедствия земной жизни, чтобы проверить его веру. Однако они опускают окончание истории, в которой Бог вознаградил Иова за перенесённые страдания, в результате Кайл окончательно разочаровывается в вере и произносит фразу «Иов потерял всех своих детей, Майкл Бэй продолжает снимать фильмы — Бога нет».
Тем временем Картман решает нанять охранника, чтобы предотвратить проникновение в парк посторонних, «особенно Стэна и Кайла». К удивлению Картмана, охранник отказывается работать за возможность доступа к аттракционам и в качестве оплаты требует наличные. Картман соглашается пускать ежедневно двух человек, чтобы оплатить охрану. Первыми счастливчиками становятся Баттерс и Клайд. Однако сразу же выясняется, что аттракцион «Дом призраков» сломан, а охранник не умеет и не хочет чинить аттракционы. Картман вынужден нанять ремонтника, а также продавцов газировки и сахарной ваты. Чтобы оплатить дополнительный персонал приходится пускать уже 8 человек в день. Вместе с группой из восьми человек пытается пройти и загримировавшийся Стэн, но Картман его узнаёт и с помощью охранника выпроваживает из парка. В дальнейшем Картман вынужден нанимать всё больше и больше персонала и, чтобы покрыть расходы, ему приходится пускать всё больше людей.
Из захудалого парка аттракционов с сотней посетителей в день «Картманлэнд» превращается в процветающий центр развлечения с несколькими тысячами посетителей в день. Картмана называют финансовым гением, а его «методику» «Вам сюда нельзя» перенимают другие бизнесмены. Кайл видит репортаж об успехах Картмана по телевизору и ему становится совсем плохо, он находится на грани смерти. Однако Картман не рад своему успеху, потому что всегда мечтал о парке, в котором только он будет кататься на аттракционах и в котором не будет толп людей. Он продаёт «Картманлэнд» обратно прежнему владельцу, но вновь воспользоваться деньгами он не успевает. На выходе из парка его встречают люди из налоговой службы и забирают 500 тысяч долларов в счёт налогов, а оставшиеся деньги забирают по иску семьи Кенни, погибшего в парке аттракционов. В результате Картман остаётся должен ещё 13 тысяч долларов, которые он не может заплатить.
Стэн привозит Кайла на больничной кровати к парку аттракционов, где они наблюдают, как Картман в бессильной ярости кидает камни в ограду парка и кричит, что это несправедливо и он хочет умереть. Затем Картмана выпроваживает охранник, который раньше работал на него. Глядя на Картмана, Кайл чудесным образом исцеляется от геморроя. Стэн говорит: «Смотри, Кайл, Картман несчастен, даже несчастней, чем ты был раньше, ведь он достиг всего, а затем потерял свою мечту!». Кайл снова обретает веру в Бога, садится на кровати и говорит: «Значит ты всё-таки есть там, наверху».

## Смерть Кенни
Во время катания на аттракционах «Картманлэнда» Кенни напарывается головой на торчащую трубу. Когда чиновники говорят Картману: «Также Вы должны уплатить штраф по иску родителей мальчика, который погиб на Ваших аттракционах», тот кричит: «Кенни? Господи, он всё время дохнет!». Исходя из этого узнаётся, что Картман (помимо Тимми) — единственный, кто помнит о его смертях, в то время как остальные дети сразу забывают («Енот против Енота и друзей»).

## Факты
- Название «Картманлэнд» является отсылкой к известному парку развлечений Диснейленд.
- Родители Кайла читают ему историю Иова из христианской Библии (судя по тому, что на обложке написано «Holy Bible» (с англ. — «Святая Библия»), хотя они иудеи и, следовательно, должны были принести Танах.
- В одном из переводов на русский язык вместо фразы «Майкл Бэй продолжает снимать фильмы — Бога нет», Кайл говорит «Братья Вачовски продолжают снимать фильмы — Бога нет».